# Chamaespartium
Els gaiols (Chamaespartium o Pterospartum) formen un gènere amb dues espècies de plantes de la família de les fabàcies. La distribució és iberoatlàntica i ocupa, entre altres territoris, el nord humit de la península Ibèrica, la major part de França i dels Balcans.
Als Països Catalans el gaiol és una planta autòctona que només es troba en la part més humida de Catalunya on viu en landes i pastures principalment a l'estatge montà i subalpí.

## Descripció
Planta reptant que fa de 10 a 30 cm i que floreix de maig a agost amb flors grogues de 10 a 12 mm. Les tiges floríferes tenen ales, les fulles, de 5 a 20 mm són oblongues i sèssils (sense pecíol).
Presenta dues subespècies: ssp sagittale que viu en sòls silicis i ssp delphinense que ho fa en els calcaris.
Chamaespartium tridentatum té una subespècie cantabricum que es troba a la zona cantàbrica de la península Ibèrica (carquexa a Astúries) i a Portugal (carqueja). Morfològicament destaca per tenir el limbe de la fulla unit a les dues estípules cosa que fa que sembli una fulla trifoliada, i és més alta que l'anterior, ja que arriba a fer 70 cm.